# 赫氏掌獅魚
赫氏掌獅魚，為輻鰭魚綱鮋形目杜父魚亞目獅子魚科的其中一種，分布於西南大西洋阿根廷北部海域，棲息深度可達1250公尺，體長可達4.8公分，為深海底棲性魚類，屬肉食性，生活習性不明。

## 擴展閱讀
維基物種上的相關：赫氏掌獅魚